# 9 Июля (Буэнос-Айрес)
9 Июля (исп. 9 de Julio) — город в Аргентине в провинции Буэнос-Айрес. Административный центр муниципалитета 9 Июля.

## История
Во второй половине XIX века в Аргентине проходила военная кампания, вошедшая в историю как «Завоевание пустыни», в ходе которой произошло покорение территории, ранее занятой индейскими племенами. В ходе этой кампании сначала вперёд продвигались войска, а затем на занятой ими территории основывались поселения.
27 октября 1863 года генерал Хулио де Ведия основал в этих местах военный лагерь, который он назвал «9 июля» в честь даты принятия Декларации независимости Аргентины в 1816 году. 12 февраля 1864 года губернатор провинции Буэнос-Айрес Мариано Сааведра утвердил основание на месте военного лагеря населённого пункта с тем же названием. К 19 июля 1865 года, когда Законодательное собрание провинции Буэнос-Айрес приняло закон об образовании муниципалитета «9 июля», в населённом пункте уже было 165 домов.
Населённый пункт стал центром снабжения окрестных военных фортов, и быстро развивался. В 1867 году началось строительство церкви, в 1883 году проложили железную дорогу, в 1885 году было открыто отделение Банка провинции Буэнос-Айрес. В 1908 году населённый пункт получил статус города.
В 1929 году в городе был основан автоклуб, в 1940 году — аэроклуб.

## Известные уроженцы
- Эдуардо Франсиско Пиронио (1920—1998) — кардинал;
- Хуан Педро Гутьеррес (род.1983) — баскетболист, призёр Олимпийских игр;
- Игнасио Мартин Фернандес (род.1990) — футболист.